# Aspidopterys wallichii
Aspidopterys wallichii är en tvåhjärtbladig växtart som beskrevs av Joseph Dalton Hooker. Aspidopterys wallichii ingår i släktet Aspidopterys och familjen Malpighiaceae. Utöver nominatformen finns också underarten A. w. dehradunensis.